# استیو ایستربروک
استیو ایستربروک (به انگلیسی: Steve Easterbrook)؛ (زادهٔ ۶ اوت ۱۹۶۷) کارآفرین، بازرگان و مدیر عملیات اهل بریتانیا است که از مارس ۲۰۱۵ تا نوامبر ۲۰۱۹ به‌عنوان مدیر عامل اجرایی شرکت مک‌دونالد کار می‌کرد.

## مک‌دونالد
استیو ایستربروک از سال ۱۹۹۳ به عنوان یکی از مدیران مک‌دونالد در لندن، آغاز به کار کرد. او در سال ۲۰۱۱ مک‌دونالد را ترک کرد و به عنوان مدیر عامل اجرایی در پیتزااکسپرس و رستوران‌های زنجیره‌ای غذای آسیایی واگاماما کار کرد. سپس بار دیگر در سال ۲۰۱۳ به عنوان مدیر عامل اجرایی مک‌دونالد در بریتانیا و شمال اروپا به این شرکت بازگشت. او در مارس ۲۰۱۵ به عنوان مدیر عامل اجرایی مک‌دونالد انتخاب شد.
استیو ایستربروک در دوران مدیریت خود، شعبات مک‌دونالد را بازسازی، از مواد اولیه بهتری استفاده، و منوهای مک‌دونالد را به‌روز کرد. همچنین برای راحتی بیشتر مشتریان سیستم سفارش و پرداخت تلفنی خود را توسعه داد. در دوره ریاست او بر مک‌دونالد آمریکا ارزش سهام این شرکت دو برابر شد.

### اخراج و رسوایی جنسی
در نوامبر ۲۰۱۹ استیو ایستربروک به خاطر برقراری رابطه عاشقانه غیرفیزیکی همراه با رضایت طرفین، با یکی از کارمندان خود در مک‌دونالد، اخراج شد. زیرا بر پایه آیین کاری مک‌دونالد، مدیران این شرکت حق داشتن رابطه عاشقانه با کارکنان زیردست خود را ندارند. اما در اوت ۲۰۲۰ آشکار شد که استیو ایستربروک دروغ گفته و با ۳ تن از زیر دستانش رابطه جنسی داشته است. برای همین، شرکت مک‌دونالد از او شکایت کرده تا ۴۰ میلیون دلار آمریکا که هنگام جدایی از مک‌دونالد دریافت کرده بود را به این شرکت بازگرداند.